# کارلو تئودورانی
کارلو تئودورانی (انگلیسی: Carlo Teodorani؛ زادهٔ ۱۲ آوریل ۱۹۷۷) بازیکن فوتبال اهل ایتالیا است.
از باشگاه‌هایی که در آن بازی کرده‌است می‌توان به باشگاه فوتبال هلاس ورونا، باشگاه فوتبال رجانا، باشگاه فوتبال چزنا، باشگاه فوتبال آ.ث. میلان، و باشگاه فوتبال ترنانا اشاره کرد.